# Іґорт
Іґорт (справжнє ім'я — Іґор Тувері; 26 вересня 1958 року, Кальярі, Італія) — італійський художник коміксів, ілюстратор, сценарист і режисер.

## Біографія
Іґор Тувері народився 26 вересня 1958 року в італійському місті Кальярі на острові Сардинія. Свою кар'єру почав наприкінці 1970-х років, співпрацюючи з численними журналами, як італійськими (Linus, Alter Alter, Frigidaire), так закордонними (Métal Hurlant, L'echo des Savanes, Vanity, The Face). Регулярні публікації в журналах Alter Alter та Frigidaire принесли молодому митцеві певну популярність. У 1983 році Іґорт став одним із засновників групи Valvoline — колективу авангардних митців, який видавав щомісячний додаток до журналу Alter Alter. Група, у якій Іґорт відповідав за напрямки графіки та дизайну, об'єднувала художників, дизайнерів, музикантів і спеціалістів із моди.
У 1982 році Іґорт під псевдонімом Radetzky e gli isotopi випустив свій перший сольний альбом Funerale A Bombay. У 1985 році у Женеві група Valvoline провела велику колективну виставку під назвою Valvoline Blitzkrieg, на якій у музичному театралізованому шоу Melodico Moscovita дебютувала музична група  Slava Trudu!!, в якій Іґорт був солістом і композитором.
У другій половині 1980-х років Іґорт продовжує творчу діяльність у різних напрямках. Він часто подорожує, особливо між Парижем, де винаймає будинок, та своєю резиденцією в Болоньї, починає співпрацювати з французьким видавництвом коміксів Les Humanoïdes Associés. Закінчивши співпрацю з журналом Alter Alter, він разом із однодумцями заснував щомісячник Dolce Vita, в якому зайняв посаду артдиректора. У цьому журналі Іґорт продовжує співпрацювати з Оресте дель Буоно, колишнім редактором журналів Linus та Alter Alter. Окрім художньої та видавничої діяльності, Іґорт продовжує займатися музикою, зокрема, із групою Slava Trudu!! записує міні-альбом Melódico Moscovita та кілька синглів.
1990 року, покинувши журнал Dolce Vita, Іґорт став одним із засновників журналу Fuego, шість випусків якого вийшли у лютому—липні загальним накладом у 26 000 примірників. Безкоштовним додатком до першого випуску став новий сингл Іґорта, який він записав разом із двома іншими музикантами під псевдонімом Los 3 Caballeros. Іґорт також оформив обкладинку сингла. На початку 1990-х років Іґорт починає довгу співпрацю з японськими видавництвами, першим з яких стало видавництво Kodansha, з яким Іґорт співпрацює вже протягом трьох десятиліть, пізніше роботи художника публікували видавництва Brutus magazine House та Hon Hon do.
У 1992 році Іґорт розробив дизайн однієї з моделей наручних годинників Swatch, яка мала назву Yuri та стала моделлю року Swatch. Незабаром цей годинник став міжнародним бестселлером, кількість екземплярів, проданих на європейському, азійському та північноамериканському ринках, сягнула 300 000 шт. На циферблаті годинника Yuri Іґорт зобразив дитину-космонавта у стилі аніме, що гуляє поверхнею Місяця; цей персонаж згодом став головним героєм однієї з серій коміксів.
У 1994 році, на запрошення Педро Альмодовара та Крістіана Лі Іґорт представив свої роботи на виставці під назвою «Я буду кохати тебе більше за свою смерть», що проводилася в рамках Венеційської бієнале. На виставці роботи Іґорта були представлені поряд із творами видатних американських та міжнародних художників, дизайнерів, фотографів, таких як Енді Воргол, Джефф Кунс, Роберт Меплторп та інших.
У 2000 році разом із Карло Барб'єрі заснував видавництво Coconino Press. У 2002 році в цьому видавництві побачив світ один з найвідоміших творів Іґорта: графічний роман у стилі неаполітанського нуару «5 è il numero perfetto» (укр. «5 — ідеальне число»), який художник почав писати ще десять років тому, в Токіо. Книга вийшла у 6 європейських країнах і наступного року стала Книгою Року на Франкфуртському книжковому ярмарку.
Наступною книгою Іґорта — «Fats Waller» — стала художньо перероблена біографія одного з найпопулярніших джазових музикантів 1930-х років, Фетса Воллера, написана у співавторстві з аргентинським письменником і сценаристом Карлосом Сампайо. Роботи Іґорта почали поширюватися закордоном, згодом художник остаточно переїхав до Парижа, де почав малювати серію графічних романів «Baobab», в якій розповідаються паралельні історії життя японського хлопчика Хіроші Улуна і молодого художника коміксів із Південної Америки Селестіно Вільяроза. Книги цієї серії вийшли одночасно в Італії, Франції, Іспанії, Нідерландах, Німеччині та Сполучених Штатах, пізніше під назвою «Mandala» їх опублікувало в Японії видавництво Kodansha.
У 2010 році, після тривалого проживання в Україні, Росії та Сибіру, Іґорт написав графічний роман про Голодомор під назвою «Українські зошити». Книга отримала спеціальний приз Неапольського комік-кону та нагороду «Приз за вшанування пам'яті Голодомору». Її переклали французькою, німецької, англійською та польською мовами. Наступного, 2011 року, він видав книгу «Російські зошити» — графічний роман, написаний за мотивами розслідувань російської журналістки та правозахисниці Ганни Політковської. У 2012 році Іґорт на основі своїх подорожей Україною та Росією також випустив збірку дорожніх нотаток, замальовок і роздумів під назвою «Pagine nomadi» (укр. «Кочівницькі сторінки»); вихід цієї праці збігся у часі з великою виставкою на Міланському трієннале, присвяченою графічній журналістиці. У 2013 році знявся у документальному фільмі Igort, il paesaggio segreto (укр. «Іґорт — таємний пейзаж») режисера Доменіко Дістіло, де розповів про історію виникнення графічних романів із трилогії про Радянський Союз («Українські зошити», «Російські зошити» та «Містичні зошити»).
Ще одним напрямом творчої діяльності Іґорта стало написання кіносценаріїв, першим з яких у 1998 році став сценарій документального фільму Andy, The Shadow, присвяченого Енді Ворголу та презентованому на виставці Воргола у Венеції. Іґорт співпрацював із низкою італійських режисерів, у 2014 році написав сценарій до фільму Last Summer режисера Леонардо Ґуерра Сераньйолі.
У другій половині 2014 року Іґорт на своїй персональній сторінці у Фейсбуці анонсував вихід своєї нової роботи під назвою «Quaderni Giapponesi» (укр. «Японські зошити»), в якій у форматі коміксу, мемуарів, тревел-буку та репортажних замальовок одночасно розповідається про роки, проведені автором у Японії. У грудні того ж року вийшла книга «Nostalgia», яка стала своєрідним спін-оффом і анонсом «Японських зошитів». Останні були презентовані 2015 року на фестивалі Lucca Comics & Games.
У листопаді 2016 року вийшла графічна новела «My Generation», яка розповідає про еру панку та нью-вейв. Того ж місяця Іґорт опублікував книгу Харукі Муракамі Gli assalti alle panetterie, яку проілюстрував аквареллю.
21 лютого 2017 року Іґорт оголосив про припинення співпраці з видавництвом Coconino Press, пояснивши це тим, що він більше не може там спокійно працювати. З лютого 2018 року Іґорт обіймає посаду головного редактора італійського журналу коміксів linus.
У липні 2018 року на фестивалі Biografilm у Болоньї найкращим фільмом за версією глядачів став документальний фільм Manga Do, Igort e la via del manga режисера Доменіко Дістіло, що базується на «Японських зошитах» Іґорта.
Того ж літа почалися зйомки фільму 5 è il numero perfetto за однойменним графічним романом Іґорта. У фільмі зіграли італійські актори Тоні Сервілло, Валерія Голіно та Карло Буччироссо, а Іґорт став сценаристом і режисером. Прем'єра фільму відбулася на 76-му Венеційському кінофестивалі, пізніше фільм показали на низці інших міжнародних фестивалів.

## Основні твори
- Goodbye Baobab, у співавт. з Daniele Brolli, Rizzoli, 1984
- That's all Folks; Granata Press, 1993
- Il letargo dei sentimenti; Granata Press, 1993
- Cartoon Aristocracy; Carbone, 1994
- Perfetti e invisibili; Skirà, 1996
- Yuri; Kodansha, 1996
- Brillo: i segreti del bosco antico; De Agostini, 1997 (CD ROM)
- Sinatra; Coconino Press, 2000
- City lights; Coconino Press, 2001
- Maccaroni Circus Cut up, 2001
- 5 è il Numero Perfetto; Coconino Press, 2002
- Il letargo dei Sentimenti; Coconino Press, 2002
- 5 Variations; John Belushi, 2002
- Brillo Croniche di Fafifurnia; Coconino Press, 2003
- Yuri, Asa Nisi masa; Coconino Press, 2003
- Fats Waller, у співавт. з Carlos Sampayo; Coconino Press, 2004
- Baobab 1; Coconino press, 2005
- Baobab 2; Coconino press, 2006
- Storyteller. Coconino Press, 2007
- Dimmi che non vuoi morire, у співавт. з Massimo Carlotto; Mondadori, 2007; Oblomov, 2019
- Casinò. Nocturne, 2007 (CD)
- Baobab 3. Coconino press, 2008
- Quaderni ucraini; Mondadori, 2010
- Parola di Chandler, у співавт. з Raymond Chandler; Coconino Press, 2011
- Quaderni russi; Mondadori, 2011
- Pagine Nomadi, storie non ufficiali dell'Unione Sovietica; Coconino Press, 2012
- Sinfonia a Bombay; Coconino Press, 2013
- Quaderni ucraini; Coconino Press, 2014
- Quaderni Russi Nuova edizione; Coconino Press, 2014
- Nostalgia; Edizioni Oblomov, 2014
- Quaderni giapponesi; Coconino Press, 2015
- My Generation; Chiarelettere 2016
- Gli assalti alle panetterie; Einaudi 2016
- Quaderni Giapponesi — Il vagabondo del manga. Oblomov, 2017
- 5 è il numero perfetto, Film; Propaganda Italia, Jean Vigo Italia, Rai Cinema, 2019
- Kokoro — Il suono nascosto delle cose; Oblomov, 2019
- 5 è il numero perfetto. Dietro le quinte; Oblomov, 2019
- Consigli (non richiesti) per giovani samurai del racconto; Oblomov, 2019

## Фільмографія

### Сценарист
- 1998 — Andy, The Shadow (документальний фільм про Енді Воргола)
- 2014 — Last Summer (режисер Леонардо Ґуерра Сераньйолі)
- 2015 — L'accabadora (режисер Енріко Пау)
- 2019 — 5 è il numero perfetto (режисер Іґорт)

### Режисер
- 2019 — 5 è il numero perfetto

## Нагороди
- 2002 — приз «Pulcinella» на Комік-коні в Неаполі
- 2003 — гран-прі фестиваля Romics[en] в Римі (за графічний роман «5 è il numero perfetto»)
- 2003 — спеціальний приз A.N.A.F.I. (Associazione Nazionale Amici Fumetto Italiano)
- 2003 — приз «Coccobill: Найкращому автору» на фестивалі коміксів Cartoomics у Мілані
- 2003 — «Найкраща книга року» на Франкфуртському книжковому ярмарку (за графічний роман «5 è il numero perfetto»)
- 2004 — приз «libro jazz dell'anno» на джазовому фестивалі «Swing a Xirocourt» (за книгу «Fats Waller»)
- 2004 — приз «Lo straniero» на фестивалі Negroamaro у Лечче
- 2005 — «Міжнародна подія року» на фестивалі Treviso Comics (за книгу «Fats Waller»)
- 2006 — «Найкраща книга року» на комік-коні в Неаполі (за книгу «Fats Waller»)
- 2007 — приз «Italia Criminale» на фестивалі коміксів у Тревізо (за книгу «Dimmi che non vuoi morire»)
- 2011 — спеціальний приз Неапольського комік-кону (за книгу «Українські зошити»)
- 2011 — нагорода «Приз за вшанування пам'яті Голодомору» в Парижі (за книгу «Українські зошити»)
- 2012 — нагорода «Книга року» на комік-коні в Блуа (за книгу «Російські зошити»)
- 2012 — нагорода «Книга року» на комік-коні в Неаполі (за книгу «Російські зошити»)
- 2013 — нагорода «Найкращий рукопис» від Тулузької академії (за книгу «Російські зошити»)
- 2013 — титул «найкращого реалістичного митця» від «Mostra Internazionale dei Cartoonists»
- 2016 — «Автор року» на фестивалі коміксів у Луцці (за книгу «Японські зошити»)
- 2016 — нагорода «Найкращий художник» на комік-коні в Неаполі (за книгу «Японські зошити»)
- 2016 — нагорода «Premio Napoli» (Неаполь) за поширення італійської культури в світі
- 2017 — нагорода «Romics d'Oro» на 21-му фестивалі Romics (за загальні здобутки)
- 2018 — нагорода «Книга року» на фестивалі Etna Comics 2018 (за книгу «Японські зошити»)
- 2019 — нагорода «Fice Award» Італійської федерації авангардного кінематографу (італ. Federazione Italiana Cinema D'Essai) (за сценарій та режисерську роботу у фільмі «5 è il numero perfetto»)
- 2019 — нагорода «Citta di Firenze Award» від організації New Italian Cinema Events (за сценарій та режисерську роботу у фільмі «5 è il numero perfetto»)
- 2019 — нагорода «La Chioma di Berenice Award», Рим (за режисерську роботу у фільмі «5 è il numero perfetto»)
- 2019 — нагорода «Capri Hollywood Award», Капрі (за режисерську роботу у фільмі «5 è il numero perfetto»)
- 2020 — нагорода «Lenzi Award» від Центру експериментального кіно (італ. Centro sperimentale cinema) у Римі (за режисерську роботу у фільмі «5 è il numero perfetto»).